# Dynatron
Dynatron, pseudonimo di Jeppe Hasseriis (Assens, 26 dicembre 1980), è un produttore discografico danese di musica elettronica e Synthwave.
Le sue opere sono fortemente ispirate da film come Alien e Blade Runner, dal compositore Jean-Michel Jarre, dal rock anni '80 ed in genere dalla fantascienza del periodo.

## Storia
Nel 2012, Dynatron ha pubblicato i suoi primi brani sulla piattaforma di distribuzione audio online SoundCloud in autunno. Fireburner è stato il primo EP, pubblicato l'8 settembre. Successivamente, il 22 novembre, pubblicò il suo primo album in studio intitolato Escape Velocity con l'etichetta Aphasia Records. Il secondo EP dal titolo Flashback è stato pubblicato nel corso del 2013.
Nel 2014 nel film Cold in July è presente il suo brano Cosmo Black dal primo EP.
Dynatron ha pubblicato il suo secondo album in studio Aeternus il 4 settembre 2015 sempre con Aphasia Records.  L'album è stato ben accolto e molto apprezzato dalla critica e dal fandom. La rete YouTube e l'etichetta discografica NewRetroWave, dedicata alla promozione dei migliori artisti nel genere emergente del genere synthwave, l'hanno descritta con aggettivi entusiastici.
Nel 2016 ha firmato un contratto discografico con l'etichetta finlandese Blood Music, che pubblica anche opere di importanti artisti come Perturbator , Dan Terminus e GosT. Ha suonato per la prima volta dal vivo in Francia, Finlandia e Ungheria lo stesso anno. Il quarto EP con il titolo The Rigel Axion è uscito con l'etichetta Blood Music il 4 novembre.
Il 20 dicembre realizza due album di compilation dal titolo The Legacy Collection, vol. I e The Legacy Collection, vol. II. Da allora, Dynatron ha lavorato al suo terzo album in studio mentre organizza concerti in tutta Europa con artisti come College, Christine e Daniel Deluxe.

## Discografia

### Album in studio
- 2012 - Escape Velocity
- 2015 - Aeternus

### Raccolte
- 2016 - The Legacy Collection, Vol I
- 2016 - The Legacy Collection, Vol II

### Ep
- 2012 - Fireburner
- 2013 - Flashbacks
- 2014 - Throttle Up
- 2016 - The Rigel Axiom